# Anton Sergejewitsch Galkin
Anton Sergejewitsch Galkin (russisch Антон Сергеевич Галкин; * 20. Februar 1979 in Leningrad) ist ein ehemaliger russischer Leichtathlet.
Er nahm 2003 an den Weltmeisterschaften in Paris teil. Sowohl im 400-Meter-Lauf als auch mit der russischen 4-mal-400-Meter-Staffel schied er jedoch schon im Vorlauf aus. 2004 wurde er russischer Meister über 400 Meter. Beim Europacup 2004 erreichte er mit der russischen Staffel den zweiten Platz. Danach nahm Galkin an den Olympischen Spielen in Athen teil, bei denen er das Halbfinale erreichte. Bei der Dopingkontrolle wurde er allerdings positiv auf Stanozolol getestet und für zwei Jahre gesperrt.
Galkin ist verheiratet mit der Läuferin Gulnara Galkina.